# ゲレマッシュ
ゲレマッシュ (英語：Ngeremasch または Saipan Town、現地スペルはNgaramasch ） は、アンガウル州（Angaur）の州都であるパラオ共和国の都市。人口は2009年のデータによると人口は135人。
アンガウル滑走路の西に位置し、アンガウルとKororを結ぶフェリーもある。
この都市は、以前はプエブロ・デ・サイパン（Pueblo de Saipán、サイパンタウン）と呼ばれていた。町は島の西海岸に位置し、小さな港がある。
街の南東にはロザリーの聖母教会がある。 ゲレマッシュには2つの旅館があるが、伝統的なホテルはない。